# 물음표

뒤집힌 물음표

물음표는 의문문의 끝을 나타내는 문장 부호이다. 에스파냐어의 정서법에서는 추가로 역물음표(¿)를 의문문의 시작에 적기도 한다.

## 역사

물음표의 역사

처음에는 물음이라는 뜻인 라틴어 quaestio를 물음표로 썼다. 그러나 물음이 많이 나오는 글에서는 묻는 말이 끝날 때마다 quaestio를 쓰는 게 번거로웠다. 그래서 qo라고 줄여 쓰기 시작했다. 그런데 이번에는 사람들이 qo를 다른 말과 혼동했다. 그래서 세로로(q는 위로 o는 아래로) 쓰기 시작했다. 이 모양이 시간이 지나 점점 변해 지금의 ?가 됐다.

## 용례

### 한국어
- 의문문이나 의문을 나타내는 어구의 끝에 쓴다.

- 점심 먹었어?

- 한 문장 안에 몇 개의 선택적인 물음이 이어질 때는 맨 끝의 물음에만 쓰고, 각 물음이 독립적일 때는 각 물음의 뒤에 쓴다.

- 너는 중학생이냐, 고등학생이냐?
- 너는 여기에 언제 왔니? 어디서 왔니? 무엇을 하러 왔니?

- 의문의 정도가 약할 때는 물음표 대신 마침표를 쓸 수 있다.

- 도대체 이 일을 어쩐단 말이냐.
- 이것이 과연 내가 찾던 행복일까.

- 제목이나 표어에는 쓰지 않음을 원칙으로 한다.

- 역사란 무엇인가
- 아직도 담배를 피우십니까

- 특정한 어구의 내용에 대하여 의심, 빈정거림 등을 표시할 때, 또는 적절한 말을 쓰기 어려울 때 소괄호 안에 쓴다.

- 우리와 의견을 같이할 사람은 최 선생(?) 정도인 것 같다.
- 30점이라, 거참 훌륭한(?) 성적이군.

- 모르거나 불확실한 내용임을 나타낼 때 쓴다.

- 최치원(857~?)은 통일 신라 말기에 이름을 떨쳤던 학자이자 문장가이다.
- 조선 시대의 시인 강백(1690?~1777?)의 자는 자청이고, 호는 우곡이다.

## 스타일에 따른 다른 종류
- U+2047 ⁇ double question mark (HTML: &#8263;)
- U+FE56 ﹖ small question mark (HTML: &#65110;)
- U+2048 ⁈ question exclamation mark (HTML: &#8264;)
- U+2049 ⁉ exclamation question mark (HTML: &#8265;)
- U+203D ‽ interrobang (HTML: &#8253;)

## 같이 보기
- 대치 문자
- 느낌표
- 인테러뱅
- 역물음표